# TikiWiki

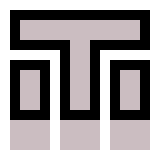
Logo TikiWiki

Tikiwiki – system zarządzania treścią tworzony na zasadach open source.